# Pfarrkirche Tulfes

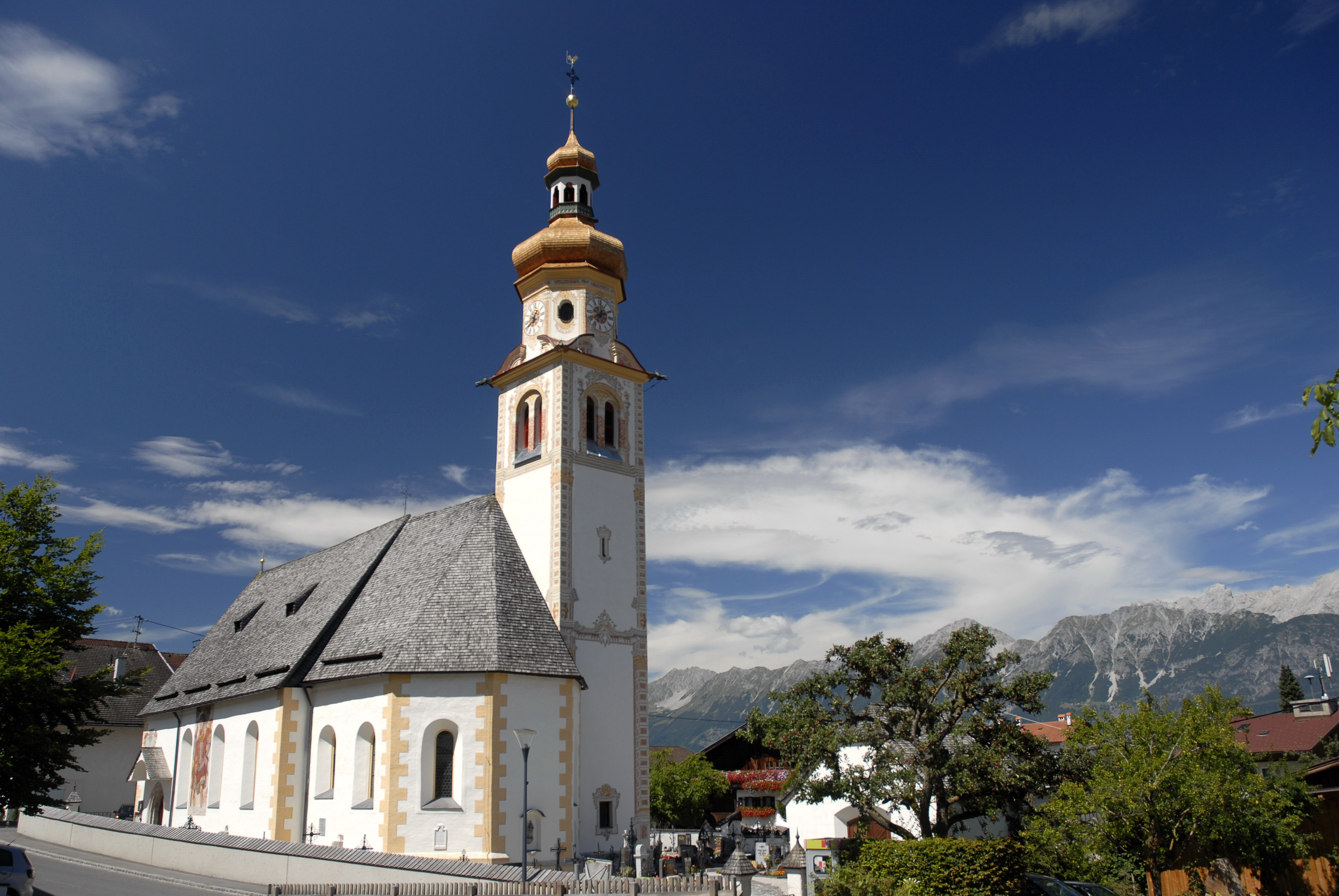
Katholische Pfarrkirche hl. Thomas in Tulfes

Die römisch-katholische Pfarrkirche Tulfes steht nordostseitig der platzartigen Erweiterung in der Ortsmitte der Gemeinde Tulfes im Bezirk Innsbruck-Land im Bundesland Tirol. Die dem Patrozinium des hl. Thomas unterstellte Pfarrkirche gehört zum Dekanat Wilten-Land in der Diözese Innsbruck. Die Kirche steht unter Denkmalschutz (Listeneintrag).

## Geschichte
Urkundlich wurde 1332 eine Kirche genannt. 1486 wurde der Friedhof geweiht, und um diese Zeit entstand der spätgotische Neubau. Der Turm wurde 1712 errichtet. Um 1770/1780 wurde die Kirche barockisiert. 1839 war eine Renovierung, 1928 eine Gesamtrestaurierung, 1959 eine Außenrestaurierung.
Vorher eine Filiale der Pfarrkirche Ampass bestand ab 1721 eine Kuratie Rinn-Tulfes. 1891 wurde die Kirche zur Pfarrkirche erhoben und dem Stift Wilten inkorporiert.

## Architektur
Der im Wesentlichen spätgotische Kirchenbau mit einem barocken Turm ist an drei Seiten von einem Friedhof umgeben.
Das Kirchenäußere zeigt ein Langhaus unter einem Satteldach und einen eingezogenen Chor mit einem Dreiseitschluss unter einem steilen abgewalmten Dach. Der Nordturm am Chor hat gekoppelte rundbogige Schallfenster in zusammenfassenden Rundbogennischen mit einer Balustrade und darüber gesprengte Giebel als Überleitung zu einem Oktogon mit einer Zwiebelhaube mit einer entsprechenden Laterne, die Turmfassade ist mit einer reichen Scheinarchitekturmalerei überzogen, mit gemalten Eckpilastern, aufgebogenem Gesimse und Fensterrahmungen mit Vasen aus 1712. Im Eck zwischen Turm und Langhaus steht der Sakristeianbau.

## Einrichtung
Der barocke Hochaltar aus 1724 erhielt um 1770/1780 einen veränderten Viersäulenaufbau, er trägt Seitenfiguren der Heiligen Jakobus der Ältere und Martin und im Auszug die Schnitzgruppe Mariä Krönung, das Altarblatt zeigt den Ungläubigen Thomas, gemalt von Alois Reisacher (1817–1890), der Tabernakel zeigt Spätrokoko und seitlich auf Kanontafeln die Halbfiguren der Heiligen Thomas und Paulus.